# Carleton Carpenter
Pour les articles homonymes, voir Carpenter.
Carleton Upham Carpenter Jr., né le 10 juillet 1926 à Bennington (Vermont) et mort le 31 janvier 2022 à Warwick (État de New York), est un acteur américain.

## Biographie
Au cinéma, Carleton Carpenter apparaît dans quinze films américains (dont des westerns), depuis Frontières oubliées d'Alfred L. Werker (1949, avec Mel Ferrer et Beatrice Pearson) jusqu'à The American Snitch de Richard A. Harris (1983, avec Tom Aldredge). Entretemps, mentionnons La Vallée de la vengeance de Richard Thorpe (1951, avec Burt Lancaster et Robert Walker), Sergent la Terreur de Richard Brooks (1953, avec Richard Widmark et Karl Malden) et Rosemary's Killer de Joseph Zito (son avant-dernier film, 1981, avec Lawrence Tierney et Farley Granger).
À la télévision américaine, outre un téléfilm diffusé en 1954, il contribue à vingt-six séries entre 1955 et 1979, dont L'Homme à la carabine (un épisode, 1959) et Perry Mason (un épisode, 1963).
Au théâtre enfin, il joue notamment à Broadway (New York) entre 1944 et 1996, dans six pièces, deux revues et deux comédies musicales, dont L'Hôtel du libre échange de Georges Feydeau et Maurice Desvallières (1957, avec Bert Lahr et Angela Lansbury) et Hello, Dolly! (musique de Jerry Herman, 1964-1970). S'ajoutent trois pièces Off-Broadway en 1962, 1972 et 1986.
Carleton Carpenter meurt début 2022, à 95 ans.

## Théâtre
(pièces, sauf mention contraire)

### Broadway
- 1944 : Bright Boy de John Boruff : Tittman
- 1944 : Career Angel de Gerard M. Murray : Rinn
- 1946 : Three to Make Ready (en), revue, musique et lyrics de Morgan Lewis, sketches de Nancy Hamilton (en) : un machiniste / un groom / un traînard
- 1947 : The Magic Touch de Charles Raddock et Charles Sherman : Larry Masters
- 1953-1954 : John Murray Anderson's Almanac (en), revue, musique et lyrics de Richard Adler et Jerry Ross (en), sketches de divers auteurs, décors de Raoul Pène Du Bois : Arlequin / un jeune homme / le Pierrot de 1953 / un chanteur et danseur / un maître de cérémonie
- 1957 : L'Hôtel du libre échange (Hotel Paradiso) de Georges Feydeau et Maurice Desvallières, adaptation et mise en scène de Peter Glenville : Maxime
- 1964-1970 : Hello, Dolly!, comédie musicale, musique et lyrics de Jerry Herman, livret de Michael Stewart (en), décors d'Oliver Smith, chorégraphie et mise en scène de Gower Champion : Cornelius Hackl (remplacement, dates non spécifiées)
- 1965 : Boeing Boeing (Boeing-Boeing) de Marc Camoletti, adaptation de Beverly Cross : Robert / Bernard (doublure)
- 1967 : A Minor Adjustment (en) d'Éric Nicol : Rob Wester (doublure)
- 1992-1996 : Crazy for You, comédie musicale d'après Girl Crazy principalement, musique de George Gershwin, lyrics d'Ira Gershwin, livret de Ken Ludwig (en) : Everett Baker / Bela Zangler (remplacement, dates non spécifiées)

### Off-Broadway
- 1962 : A Stage Affair de (et mise en scène par) Paul Crabtree : rôle non spécifié
- 1972 : Dylan (en) de Sidney Michaels (en) : Brinnin
- 1986 : Light Up the Sky (en) de Moss Hart : Charleton Fitzgerald

## Filmographie partielle

### Cinéma

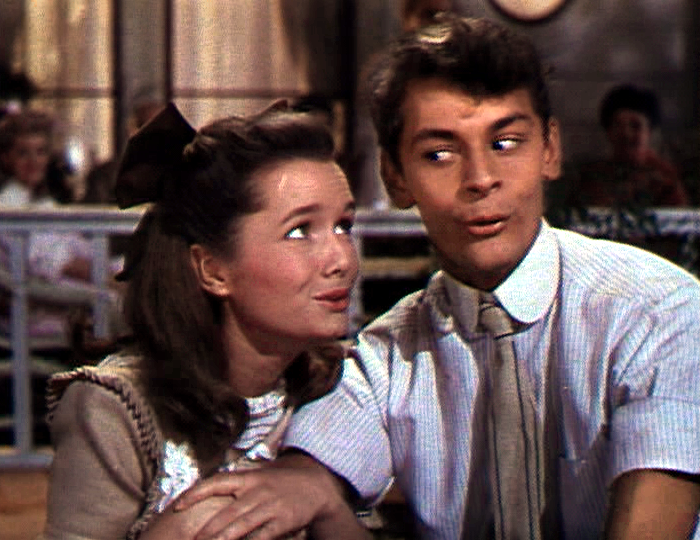
Avec Debbie Reynolds, dans Les Heures tendres (1950)

- 1949 : Frontières oubliées (Lost Boundaries) d'Alfred L. Werker : Andy
- 1950 : Le Père de la mariée (Father of the Bride) de Vincente Minnelli : un invité / un placeur
- 1950 : Trois Petits Mots (Three Little Words) de Richard Thorpe : Dan Healy
- 1950 : La Jolie Fermière (Summer Stock) de Charles Walters : Artie
- 1950 : Les Heures tendres (Two Weeks with Love) de Roy Rowland : Billy Finlay
- 1951 : La Vallée de la vengeance (Vengeance Valley) de Richard Thorpe : Hewie
- 1951 : Quand la foule gronde (The Whistle at Eaton Falls) de Robert Siodmak : Eddie Talbot
- 1952 : L'Intrépide (Fearless Fagan) de Stanley Donen : le soldat Floyd Hilston
- 1953 : Sergent la Terreur (Take the High Ground) de Richard Brooks : Merton Tex Tolliver
- 1959 : La Mission secrète du sous-marin X-16 (Up Periscope) de Gordon Douglas :
- 1981 : Rosemary's Killer (The Prowler) de Joseph Zito : le maître de cérémonie en 1945

### Télévision
(séries)
- 1959 : L'Homme à la carabine (The Rifleman), saison 2, épisode 13 The Coward de James Neilson : George Collins
- 1960 : Papa a raison (Father Knews Best), saison 6, épisode 31 Not His Type de Peter Tewksbury : George Frazier
- 1963 : Perry Mason, saison 6, épisode 23 The Case of the Lover's Leap d'Arthur Marks : Peter Brent
- 1963 : Sur le pont, la marine ! (McHale's Navy), saison 1, épisode 33 McHale's Millions de Sidney Lanfield : le sorcier